# Alice Glauser
Pour les articles homonymes, voir Glauser.
Alice Glauser-Zufferey, née le 18 octobre 1954 à Sierre (originaire de Champvent), est une personnalité politique suisse du canton de Vaud, membre de l'Union démocratique du centre (UDC).
Elle siège deux législatures au Conseil national, de 2007 à 2011 puis de 2016 à 2019.

## Biographie
Membre de l'exécutif communal de Champvent de 2002 à 2012, elle est également députée au Grand Conseil vaudois entre avril 2002 et décembre 2007. Elle est élue au Conseil national lors des élections fédérales de 2007 en tant que représentante du canton de Vaud.
En 2011, lors du renouvellement du parlement fédéral, l'UDC perd un siège dans le canton de Vaud. Alice Glauser en fait les frais. Se représentant au Grand Conseil, elle finit meilleure élue UDC de son arrondissement le 11 mars 2012 et retrouve sa place au parlement cantonal.
Terminant première viennent-ensuite lors des élections fédérales d'octobre 2015, elle siège à nouveau au Conseil national dès 2016 à la suite de l'élection au Conseil fédéral de Guy Parmelin.
Alice Glauser siège au comité directeur de l'UDC Vaud depuis l'an 2000 et préside les Femmes UDC Romandes depuis 2010.